# Саратовка (Рубцовский район)
Саратовка — село в Рубцовском районе Алтайского края, административный центр Саратовского сельсовета.
Население — 433 (2021)

## Физико-географическая характеристика
Село предгорьях Алтая, в верховьях реки Кизиха, на высоте 320 метров над уровнем моря. Рельеф местности — холмисто-равнинный. Село окружено полями, имеются полезащитные лесонасаждения. Распространены чернозёмы обыкновенные.
По автомобильным дорогам расстояние до районного центра города Рубцовска — 38 км, до краевого центра города Барнаула — 330 км.
Климат
Климат умеренный континентальный (согласно классификации климатов Кёппена-Гейгера — тип Dfb). Среднегодовая температура положительная и составляет +2,4° С, средняя температура самого холодного месяца января − 16,3 °C, самого жаркого месяца июля + 20,3° С. Многолетняя норма осадков — 466 мм, наибольшее количество осадков выпадает в июле — 63 мм, наименьшее в феврале — 26 мм

## История
Основано в 1906 году переселенцами из Поволжья. До 1917 года — лютеранско-баптистское село в составе Локтевской волости Змеиногорского уезда Томской губернии. Лютеранский приход Томск-Барнаул.
В 1926 году имелись сельсовет, кооперативная лавка, маслоартель, сельскохозяйственные кооперативное и кредитное товарищества, начальная школа, пункт ликбеза, библиотека, изба-читальня, красный уголок. В период коллективизации организованы колхозы «Ландман», «Новая Деревня», имени 18 Партсъезда.

## Население
| 1921 | 1926 | 1931 | 1989  | 1997  | 1998 | 1999 | 2000 | 2001 | 2002 |
| ---- | ---- | ---- | ----- | ----- | ---- | ---- | ---- | ---- | ---- |
| 550  | ↘549 | ↘470 | ↗1048 | ↗1186 | ↘981 | ↗990 | ↘953 | ↘881 | ↘868 |
| 2003 | 2004 | 2005 | 2006  | 2007  | 2008 | 2009 | 2010 | 2011 | 2012 |
| ↘862 | ↘804 | ↘745 | ↗756  | ↘705  | ↘665 | ↘617 | ↘603 | ↘602 | ↘599 |
| 2013 | 2014 | 2015 | 2016  | 2017  | 2018 | 2019 | 2020 | 2021 |      |
| ↗602 | ↘561 | ↘546 | ↘530  | ↗531  | ↘485 | ↘455 | ↗462 | ↘433 |      |